# Championnat international de Formule 3000 2003
Navigation
2002 2004
Le championnat international de F3000 2003 a été remporté par le Suédois Bjorn Wirdheim sur une monoplace de l'écurie Arden.

## Pilotes et écuries

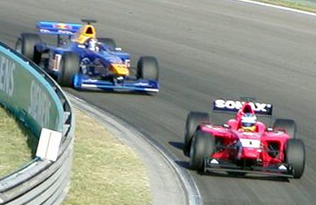
Bjorn Wirdheim devant Patrick Friesacher sur le Hungaroring.

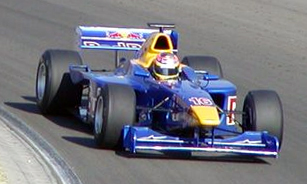
Vitantonio Liuzzi sur le Hungaroring.

| Écurie                     | #  | Pilote                  | Courses      |
| -------------------------- | -- | ----------------------- | ------------ |
| Arden International        | 1  | Björn Wirdheim          | Tous         |
| Arden International        | 2  | Townsend Bell           | Tous         |
| Coloni Motorsport          | 3  | Zsolt Baumgartner       | 1-9          |
| Coloni Motorsport          | 3  | Christian Montanari     | 10           |
| Coloni Motorsport          | 4  | Ricardo Sperafico       | Tous         |
| Super Nova Racing          | 5  | Enrico Toccacelo        | Tous         |
| Super Nova Racing          | 6  | Derek Hill              | 1-6          |
| Super Nova Racing          | 6  | Nicolas Kiesa           | 7            |
| Super Nova Racing          | 6  | Sam Hancock             | 8-10         |
| Den Blå Avis               | 7  | Nicolas Kiesa           | 1-6          |
| Den Blå Avis               | 8  | Robbie Kerr             | 1            |
| Den Blå Avis               | 8  | Philip Giebler          | 2-6          |
| Durango                    | 9  | Giorgio Pantano         | Tous         |
| Durango                    | 10 | Raffaele Giammaria (en) | Tous         |
| Team Astromega             | 11 | Tony Schmidt            | Tous         |
| Team Astromega             | 12 | Jeffrey van Hooydonk    | 1-2, 4-6, 10 |
| Team Astromega             | 12 | Michael Keohane         | 7-9          |
| Superfund ISR Charouz      | 14 | Jaroslav Janiš          | Tous         |
| Superfund ISR Charouz      | 15 | Yannick Schroeder       | 1-8          |
| Red Bull Junior Team F3000 | 16 | Vitantonio Liuzzi       | Tous         |
| Red Bull Junior Team F3000 | 17 | Patrick Friesacher      | 1-2, 5-10    |
| Red Bull Junior Team F3000 | 17 | Bernhard Auinger        | 3-4          |
| BCN F3000                  | 18 | Valerio Scassellati     | 1, 5-6, 8    |
| BCN F3000                  | 18 | Alessandro Piccolo      | 2-4, 10      |
| BCN F3000                  | 18 | Marc Hynes              | 7            |
| BCN F3000                  | 18 | Giovanni Berton         | 9            |
| BCN F3000                  | 19 | Rob Nguyen              | 1-3          |
| BCN F3000                  | 19 | Will Langhorne          | 4-8          |
| BCN F3000                  | 19 | Ferdinando Monfardini   | 9-10         |
| Brand Motorsport           | 20 | Nicolas Minassian       | 1            |
| Brand Motorsport           | 21 | Gary Paffett            | 1            |

## Règlement sportif
- L'attribution des points s'effectue selon le barème 10,8,6,4,3,2,1. 
 La F3000 internationale modifie son barème de points en même temps que le championnat du monde de Formule 1.

## Courses de la saison 2003
| Date         | Lieu        | Vainqueur          | Nationalité | Equipe       |
| 20 avril     | Imola       | Bjorn Wirdheim     | Suède       | Arden        |
| 3 mai        | Barcelone   | Giorgio Pantano    | Italie      | Durango      |
| 17 mai       | Spielberg   | Ricardo Sperafico  | Brésil      | Coloni       |
| 31 mai       | Monaco      | Nicolas Kiesa      | Danemark    | Den Blå Avis |
| 28 juin      | Nurburgring | Enrico Toccacelo   | Italie      | Super Nova   |
| 5 juillet    | Magny-Cours | Giorgio Pantano    | Italie      | Durango      |
| 19 juillet   | Silverstone | Bjorn Wirdheim     | Suède       | Arden        |
| 2 août       | Hockenheim  | Ricardo Sperafico  | Brésil      | Coloni       |
| 23 août      | Budapest    | Patrick Friesacher | Autriche    | Red Bull Jr  |
| 13 septembre | Monza       | Bjorn Wirdheim     | Suède       | Arden        |

## Classement des pilotes
| Classement | Pilote                  | Pays               | Equipe                  | Nombre de points |
| ---------- | ----------------------- | ------------------ | ----------------------- | ---------------- |
| 1er        | Bjorn Wirdheim          | Suède              | Arden                   | 78               |
| 2e         | Ricardo Sperafico       | Brésil             | Coloni                  | 43               |
| 3e         | Giorgio Pantano         | Italie             | Durango                 | 41               |
| 4e         | Vitantonio Liuzzi       | Italie             | Red Bull Jr             | 39               |
| 5e         | Patrick Friesacher      | Autriche           | Red Bull Jr             | 36               |
| 6e         | Enrico Toccacelo        | Italie             | Super Nova              | 30               |
| 7e         | Nicolas Kiesa           | Danemark           | Den Blå Avis Super Nova | 20               |
| 8e         | Jaroslav Janis          | République tchèque | Charouz                 | 20               |
| 9e         | Townsend Bell           | États-Unis         | Arden                   | 17               |
| 10e        | Raffaele Giammaria (en) | Italie             | Durango                 | 14               |
| 11e        | Tony Schmidt            | Allemagne          | Astromega               | 14               |
| 12e        | Yannick Schroeder       | France             | Charouz                 | 13               |
| 13e        | Jeffrey van Hooydonk    | Belgique           | Astromega               | 9                |
| 14e        | Zsolt Baumgartner       | Hongrie            | Coloni                  | 6                |
| 15e        | Rob Nguyen              | Australie          | BCN                     | 5                |
| 16e        | Derek Hill              | États-Unis         | Super Nova              | 4                |
| 17e        | Phil Giebler            | États-Unis         | Den Blå Avis            | 1                |